# Todoroki Athletics Stadium
Das Todoroki Athletics Stadium („Todoroki-Leichtathletikstadion“; jap. 等々力陸上競技場, Todoroki Rikujō Kyōgi-jō) ist ein Fußballstadion mit Leichtathletikanlage in der japanischen Stadt Kawasaki, Präfektur Kanagawa, auf der Hauptinsel Honshū. Die Spielstätte liegt im Stadtbezirk Nakahara-ku und ist die sportliche Heimat des Fußballclubs Kawasaki Frontale, der momentan in der höchsten Liga des Landes, der J1 League, spielt. Sie bietet derzeit 26.232 Plätze auf ihren Rängen.
Das Stadion liegt in der Parkanlage Todoroki Ryokuchi, nahe dem Fluss Tama. Zum Sportkomplex gehören u. a. die Mehrzweckhalle Todoroki Arena, das Todoroki Baseball Stadium, Fußball- und Tennisplätze, ein Schwimmbad sowie das Kawasaki Stadtmuseum. Bevor der Fußballclub Consadole Sapporo von Kawasaki nach Sapporo umzog, spielte die Mannschaft als Toshiba SC im Todoroki Athletics Stadium. In den 1990er Jahren nutzte auch die Fußballmannschaft von Verdy Kawasaki die Sportstätte. Sie wurde 2001 nach Tokio verlegt und trägt den Namen Tokyo Verdy. 
Im Stadion von Kawasaki wurde das Eröffnungsspiel und das Finale der American-Football-Weltmeisterschaft 2007 ausgetragen. Die Japaner gewannen die Eröffnungspartie mit 48:0 gegen Frankreich. Im Endspiel unterlagen die Gastgeber dem US-amerikanischen Team knapp mit 20:23 in der zweiten Overtime. Im Jahr darauf war die Anlage Austragungsort der japanischen Leichtathletik-Meisterschaften 2008. Seit 2011 wird das Leichtathletik-Meeting Golden Grand Prix, das zur IAAF World Challenge gehört, ausgetragen.
Im Jahr 2015 erhielt das Stadion eine neue Haupttribüne.

## Galerie

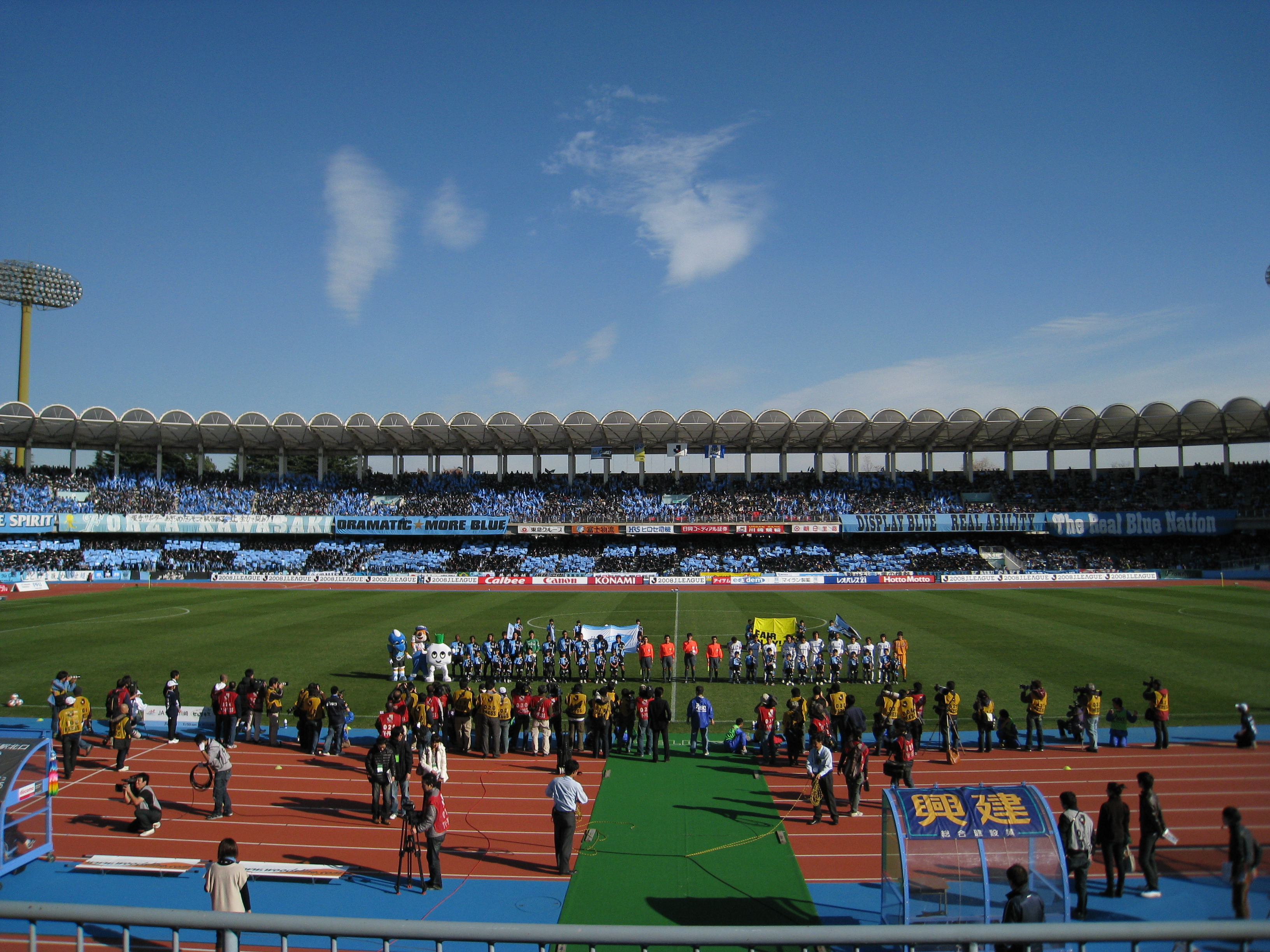
Spiel zwischen Kawasaki Frontale und Gamba Osaka am 23. November 2008
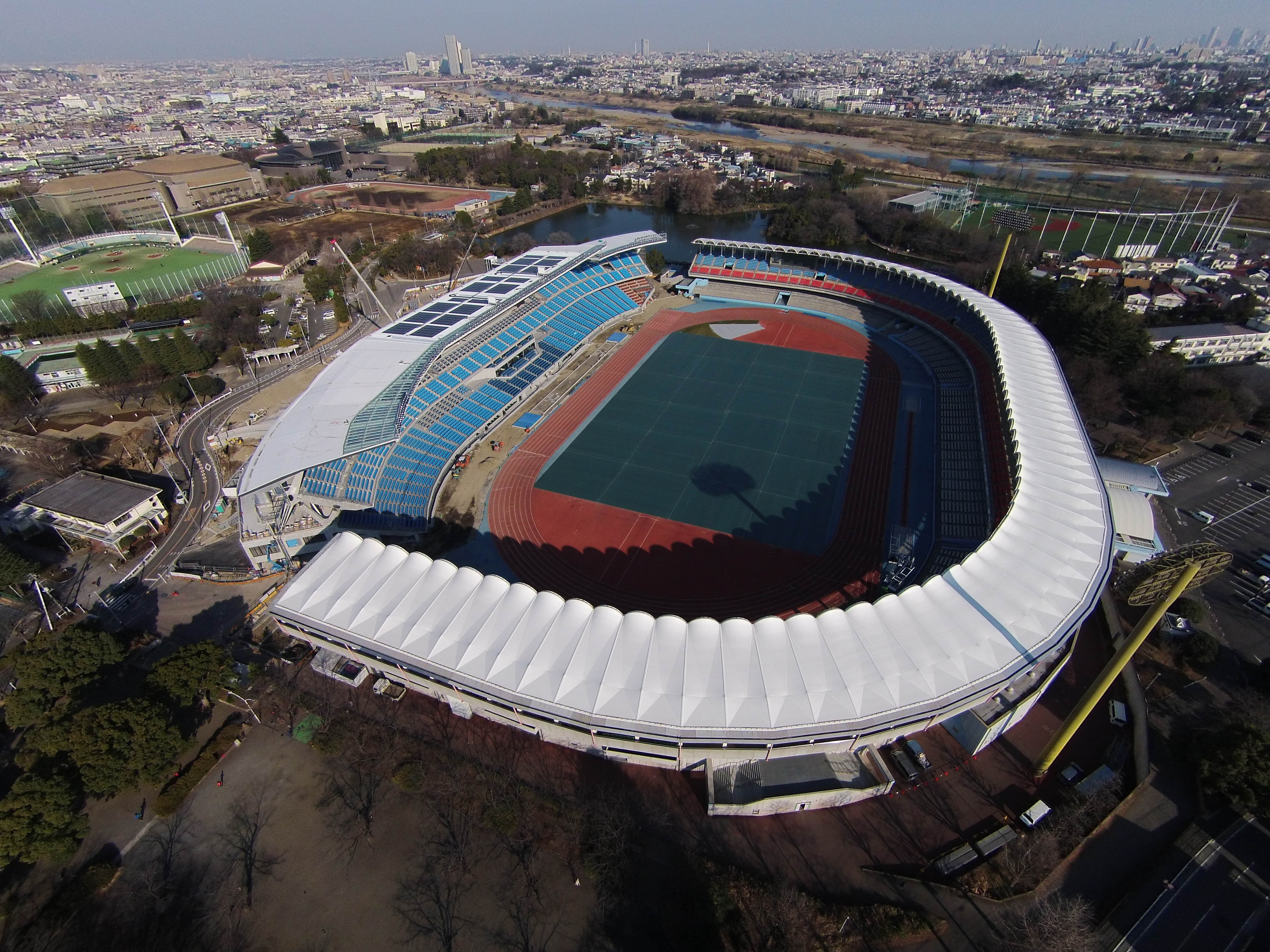
Das Stadion im Februar 2015 mit der im Bau befindlichen Haupttribüne
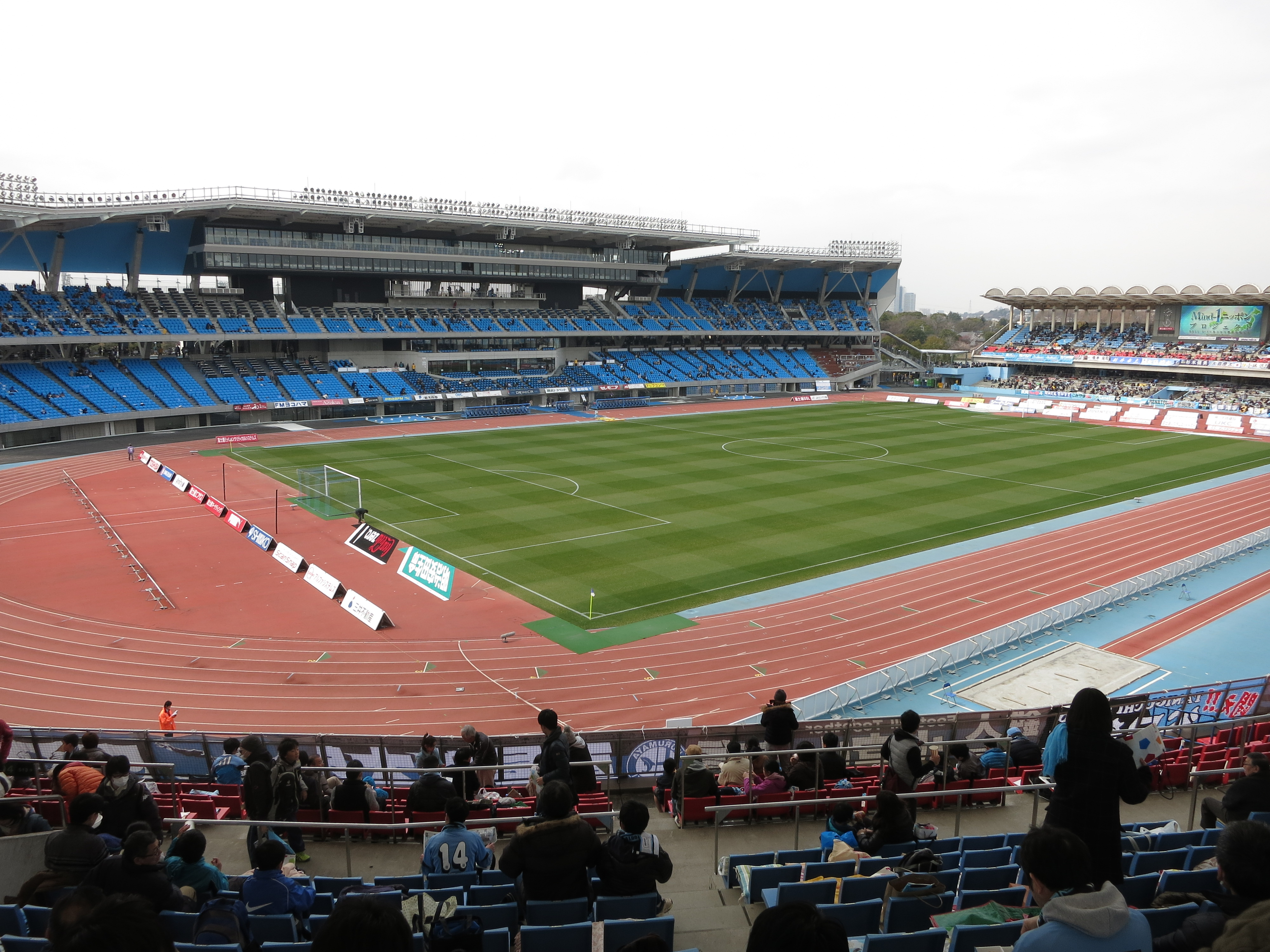
Blick auf den neuen Hauptrang (März 2015)
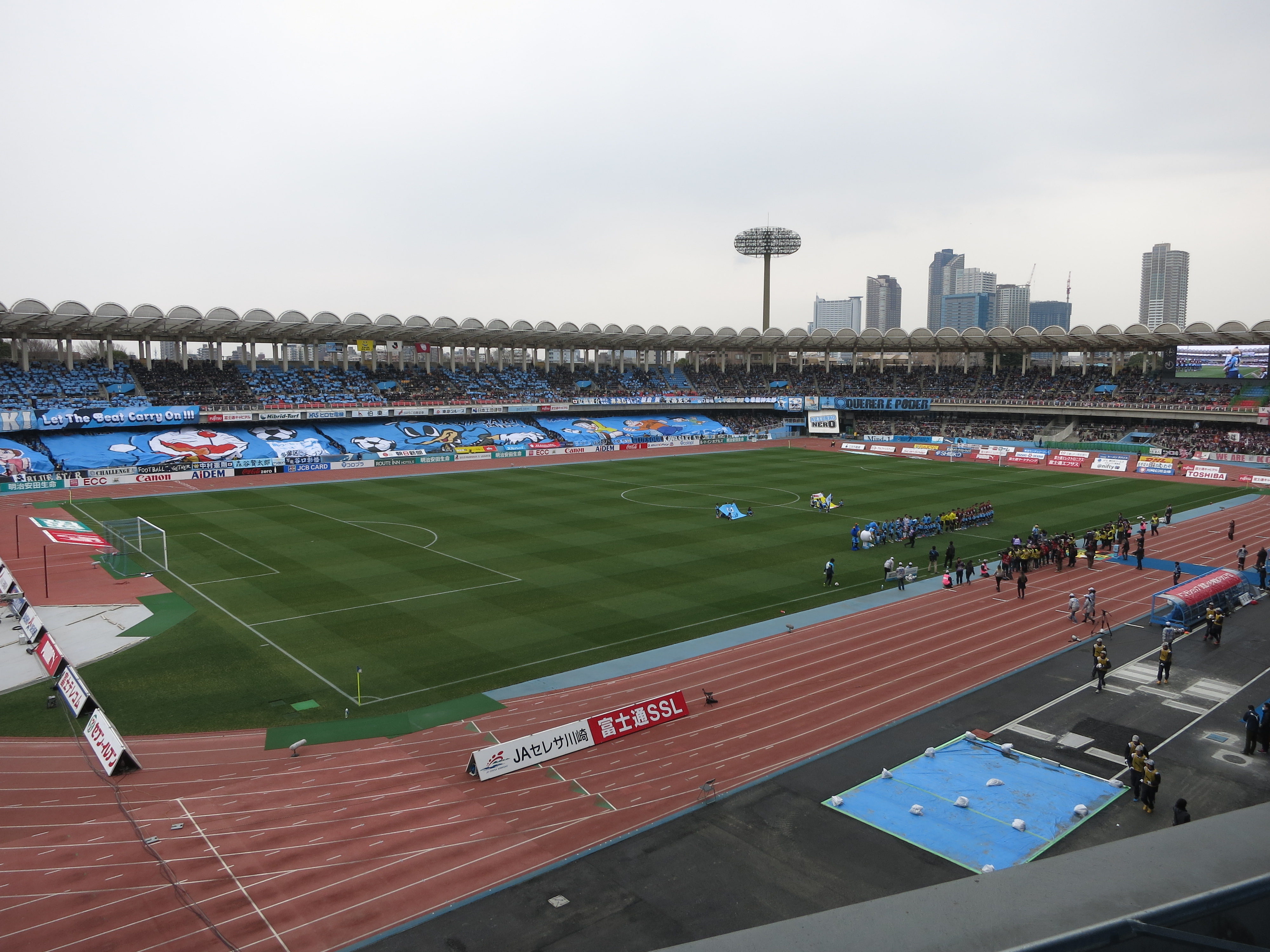
Die Gegengerade und eine Hintertortribüne (März 2015)